# Mutasi
Mutasi, in ambito enzimatico, indica un tipo particolare di isomerasi, un enzima che catalizza il movimento di un gruppo funzionale tra due posizioni della stessa molecola. In altre parole, le mutasi catalizzano il trasferimento intramolecolare di gruppi. Un esempio è rappresentato dalla fosfogliceratomutasi, che catalizza la conversione di 3-fosfoglicerato in 2-fosfoglicerato, nell'ottava reazione della glicolisi.

## Classificazione
Le mutasi sono classificate con il numero EC 5.4 che rappresenta le transferasi intramolecolari.
Le trasferasi intramolecolari sono ulteriormente suddivise in:
- EC 5.4.1: enzimi che trasferiscono gruppi acilici;
- EC 5.4.2: enzimi che trasferiscono gruppi fosfato;
- EC 5.4.3: enzimi che trasferiscono gruppi amminici;
- EC 5.4.4: enzimi che trasferiscono gruppi idrossilici;
- EC 5.4.99: enzimi che trasferiscono altri gruppi.